# Pelochrista medullana
Pelochrista medullana es una especie de polilla perteneciente al género Pelochrista, categorizada en la tribu Eucosmini, de la subfamilia Olethreutinae.

## Distribución
Se distribuye por Turquía.

## Taxonomía
Fue descrita por Staudinger en 1880 y publicada por primera vez en Horae Soc. ent. Ross. 15(1979): 254.